# Кипурос, Костас
Костас Кипурос (греч.  Κώστας Κηπουρός  1914 — 30 ноября 1983)) — греческий коммунист. Командир подразделений Народно-освободительной армии Греции (ЭЛАС) и Демократической армии Греции (ДСЭ). Деятель Коммунистической партии Греции (КПГ) в эмиграции.
В историографии греческого Сопротивления и Гражданской войны, упоминается как К. Кипурос (Малецикос), в отличие от его двоюродного брата и известного деятеля Сопротивления Костаса Кипуроса (Мецовитиса).

## Молодость
Костас (Константинос) Кипурос родился в 1914 году в фессалийском городке Царицани, в предгорьях южного Олимпа.
Отец, Клеантис, был бедным крестьянином, мать, Эфталия, умерла в годы Первой мировой войны от «испанки». После смерти жены, отец вновь женился в далёкой деревне на Олимпе, оставив попечительство над пятилетним Костасом и ещё более маленьким Димитрисом (будущим журналистом и писателем) своему брату. Брат, у которого у самого было 6 маленьких детей, также был бедным крестьянином. В силу этого, Костас с детства познал тяжёлый крестьянский труд в возделывании табака и, одновременно, подрабатывал в деревенском трактире.
Обладая решительностью, в раннем подростковом возрасте оставил своё село и отправился на заработки в Восточную Македонию, где работал в карьерах и при прокладке дорог. Работая с болгароязычными помаками, подросток получил от них прозвище «малечко», которое в эллинизированной форме «малецикос» стало впоследствии его партийным и партизанским псевдонимом.
Некоторое время жил в селе Агиос Димитриос восточномакедонского нома Драма.
В период 1934—1935 прошёл свою срочную службу в армии, во время которой его часть была задействована в подавлении путча сторонников Э. Венизелос в марте 1935 года.
Демобилизовавшись, вернулся в Царицани, где позиции компартии Греции были сильны ещё с конца 20-х годов. В 1934 году мэром был избран коммунист Х. Цобанакос. Большой вклад в укреплении позиции компартии в регионе внёс Н. Плумбидис, работавший там учителем в предвоенные годы:42, уважение к которому К. Кипурос сохранил и в период опалы Плумбидиса со стороны руководства партии.
В 1936 году К. Кипурос вступил в молодёжную организацию Коммунистической партии Греции — ΟΚΝΕ.
С установлением в августе 1936 года диктаторского режима генерала И. Метаксаса, многие коммунисты из Царицани были арестованы и сосланы на острова:42.
К. Кипурос переехал в Восточную Македонию.
С началом Греко-итальянской войны (1940—1941), вступил в армию, в I пехотную дивизию Ларисы и в звании сержанта командовал взводом.
Греческая армия отразила нападение итальянцев и перенесла военные действия на территорию Албании.
На территории Албании К. Кипурос получил обморожение, что было частым явлением у плохо обмундированных греческих солдат.
Впоследствии был ранен и был отправлен в госпиталь в восточно-македонский город Кавала.
6 апреля 1941 года на помощь своим незадачливым союзникам пришла Гитлеровская Германия.
Оборонительная Линия Метаксаса на греко-болгарской границе прикрывала Кавалу с севера. Немцы не смогли прорвать «Линию» с ходу, защитники которой сдались после получения приказа и на «почётных условиях», когда немцы, пройдя через югославскую территорию вышли к Салоникам.
Госпиталь в Кавале получил указание грузиться на пароход, капитан которого получил приказ следовать на Ближний Восток. Новость была озвучена в море. Но офицеры и унтер-офицеры, среди которых был и К. Кипурос, не желая следовать за правительством на Ближний Восток, с пистолетами в руках вынудили капитана следовать в порт Рафина, Аттика.
Продолжив лечение в Афинах, после вступления немцев в город, вернулся в Фессалию и стал связным между партийной организацией Ларисы и зарождающимся партизанским движением севера Фессалии.

## Начало партизанского движения
Жителям Царицани принадлежит честь создания первого партизанского отряда фессалийского Олимпа. Отряд возглавил Н Ксинос (Смоликас) и в его составе был двоюродный брат К Кипуроса, также Костас Кипурос (Мецовитис):14.
Сам К. Кипурос (Малецикос) прибыл в отряд из Ларисы, через 3 дня после создания отряда:15 и продолжал оставаться связным с партийной организацией Ларисы.
Многие из этих первых фессалийских партизан впоследствии стали известными командирами в годы Сопротивления и Гражданской войны: Н Ксинос командовал дивизией ЭЛАС, Н. Балалас (Бадекос) стал бригадным генералом ДАГ, К. Кипурос (Мецовитис) возглавил штаб дивизии ЭЛАС, Л. Папастергиу стал бригадным генералом ДАГ и т. д.

## Британская миссия на Олимпе
В ноябре 1942 года на партизанскую группу возглавляемую К. Кипуросом (Малецикосом) вышел некий «Статис», представившийся как представитель союзного командования на Ближнем Востоке.
Для проверки связного была обговорена фраза, которую должна была передать радиостанция Би-би-си.
Фраза «Весточка для Греции. Приветствуем вас орлы Олимпа, птички наши ласковые. Статис-Теодорос» была передана в начале передачи на греческом 25 и 26 ноября.
Через месяц группа К. Кипуроса подобрала в районе села Кариес Олимпа груз, выброшенный с воздуха. Одновременно с грузом выбросились на парашютах, владеющий греческим языком, английский майор Лесли Руфус Шеппард (Хилс) и его переводчик Теодорос Пападакис. Грек старшина Папаяннис разбился на скалах при приземлении:34.
Шеппард поступал в распоряжение E. C. W. Myers, который с сентября 1942 года находился в Средней Греции, во главе миссии 9 офицеров и 3 радистов.
Историк П. Папастратис пишет, что с ноября 1942 года британский генштаб, в связи с обстановкой на фронтах, дал указание Управлению специальных операций (SOE) поддержать повсеместно в Европе партизанское движение.
Исследовательница Ф Толиа добавляет, что независимо от политических целей преследуемых англичанами, в частности в Фессалии, где «ЭАМ контролировал все деревни», они были вынуждены сотрудничать с про-коммунистическими ЭАМ-ЭЛАС:35.
Находясь среди партизан ЭЛАС, Шеппард пришёл к выводу что ЭАМ -ЭЛАС не ставил своей целью захват власти и что его основной целью было изгнание оккупантов. Это нашло отажение в докладах Шеппарда, что привело к его конфронтации с его непосредственными руководителями из британской миссии в Средней Греции.
Благодаря Шеппарду и в период его пребывания там, Олимп стал исключением во всей оккупированной Греции, где англичане «не обделяли» партизан ЭЛАС, в пользу немногочисленных партизанских формирований правой политической ориентации:39.
Шеппард вскоре был отозван и с его отзывом изменились и отношения с англичанами.
Шеппард погиб в ходе в 1944 году, в ходе декабрьских боёв в Афинах городских отрядов ЭЛАС против британских войск. По официальной версии SOE, Шеппард подорвался на мине.
Однако Т. Каллинос, возглавлявший в период миссии Шеппарда штаб ЭЛАС в северной Фессалии, утверждает, что его убили сами англичане «за симпатии, которые он проявлял к нам»:36.

## Пелион-Фтиотида
Развитие партизанского движения на Олимпе позволило перебрасывать силы в другие регионы. В начале 1943 года отряд в сотню бойцов, под командованием К. Кипуроса (Малецикоса) был переброшен на гору Пелион:20.
В апреле 1943 года К. Кипурос возглавил на Пелионе, только что сформированную пулемётную роту:21, в оставе 54 полка ЭЛАС:171.
Приказом генштаба от 4/8/1943 с 21 августа ЭЛАС был реформирован в регулярную армию.
К. Кипурос был назначен командиром батальона 36-го полка ЭЛАС в Фтиотиде, в составе XIII дивизии.
Командуя этим батальоном, среди прочих боёв принял участие в налёте на жезнодорожную станцию Лианоклади.

## Эпир — Декабрьские события
Готовясь к конфронтации с ЭЛАС англичане пытались задействовать и использовать любых действительных или потенциальных противников КПГ и ЭЛАС.
К началу ноября 1944 года почти вся территория Греции была свобождена силами ЭЛАС.
ЭЛАС контролировал бо́льшую часть континентальной Греции.
Лишь Эпир в бо́льшей своей части был под контролем правой ЭДЕС и в Македонии местами оставались банды ультраправой организации ПАО.
В Афинах в ожидании англичан собрались все силы сотрудничавшие с оккупантами.
После начала декабрьских боёв 1944 года в Афинах, где городские отряды ЭЛАС вели бои против британской армии, ЭЛАС с опозданием предпринял 21 декабря операцию против ЭДЕС (7-9 тысяч вооружённых) в Эпире. В операции были задействованы 18-20 тысяч партизан ЭЛАС. Несмотря на британскую поддержку, ЭДЕС выстоял только 3 дня и 29 декабря ни одного соединения ЭДЕС не осталось на территории Эпира:778.
Но тактическая победа над ЭДЕС была стратегическим поражением ЭЛАС. Герозисис пишет, что ЦК ЭЛАС и Политбюро компартии следовало оставить Зерваса в покое и свести с ним счёты после того как завершится сражение в Афинах так как это сделал Тито со своим Зервасом Михаиловичем.
Батальон К. Кипуроса, в составе 36-го полка был переброшен в Эпир.
После победы в Эпире, 28 декабря 36-й полк, среди прочих соединений ЭЛАС, получил приказ совершить марш-бросок из Филиппиады через Агринион и Амфиссу к столице, «поскольку обстановка в Афинах становится критической».
К тому времени (7.12.1944) англичане заняли мосты от Месолонгиона к Агриниону и расположили там танки.
36-й полк дошёл 4 января 1945 года до Дельф, в районе которого остановил британскую механизированную колонну, поддерживаемую танками.
Один батальон 36-го полка был доставлен на автомобилях в Виллиа, всего в 40 км от греческой столицы.
Между тем, руководство компартии и ЭЛАС, полагая что этим шагом они обеспечат мир и демократическое развитие страны, пошли на перемирие, а затем подписали Варкизское соглашение, которое предусматривало разоружение частей ЭЛАС.
36-й полк сдал оружие в Кастелиа, недалеко от Дельф.

## Гражданская война
В послевоенный период, так называемого «Белого террора» и до конца 1946 года, К. Кипурос был задействован в подпольной работе среди призывников и офицеров армии в Фессалии.
Впоследствии высказал недоумение сдержанной политикой партии в армии в тот период, когда её позиции в армии ещё были сильны и чистка офицерского состава ещё не была завершена.
К концу 1946 года обстановка резко ухудшилась и он переехал в Восточную Македонию.
Однако в январе 1947 года охранка вышла на его след, он был арестован и первоначально был отправлен в тюрьму в Волос, где уже находился его брат, Димитрис.
Затем был отправлен в тюрьму в Ларису, а затем переправлен в тюрьму в Трикала, где ежедневно подвергался пыткам.
Получившие об этом информацию, партийные организации Ларисы и Трикала сумели организовать его побег.
Пробыв несколько дней в подвале в Ларисе, К. Кипурос был переправлен в партизанский отряд на горе Осса.
В феврале 1947 года ему было поручено возглавить колонну 200 безоружных добровольцев из Оссы в Западную Македонию, где К. Кипурос возглавил отдельный партизанский отряд.
Ещё в декабре 1946 года генштаб партизанских отрядов переименовал партизанскую армию в Демократическую армию Греции (ДСЭ):135.
В звании майора ДАГ К. Кипурос (Малецикос) был назначен командиром батальона 107 бригады.
26 июля 1948 года он написал для ежемесячного издания «Демократическая армия» статью об организации фортификаций и пулемётных точек.
Во главе статьи стоял повторяемый в тот период лозунг «(горы) Граммос станут могилой монархофашизма». Статья была опубликована в номере 9 сентября 1948 года.
Между тем, в августе, королевские войска предприняли широкомасштабную операция по окружению гор Граммос и, командуя своим батальоном, К. Кипурос (Малецикос) 19 августа 1948 года принял участие в прорыве частей ДАГ из гор Граммос в горы Вици. В этой успешной операции 107 бригада действовала в секторе Алевица. 21 августа части ДАГ вышли из котла.
.
Уход частей ДАГ из гор Граммос привёл в растерянность командование королевской армии, которое сразу затем предприняло попытку их окружения и уничтожения в горах Вици, на горном массиве Мали Мади.
107 бригаде, в составе 2 батальонов было поручено прорвать новое кольцо.
6/7 сентября первым в атаку против 38-й пограничной заставы с Албанией ринулся батальон К. Кипуроса (Малецикоса). Батальон понёс тяжёлые потери, но не смог прорвать кольцо.
Командир батальона, К. Кипурос (Малецикос) получил тяжёлое ранение осколком в живот.
Хирург Стефанос Хузурис, прооперировал его в лесу, без наркоза, сумел извлечь осколок и, как признался через несколько лет, был уверен, что «майору осталось жить немного». После операции К. Кипурос срочно был переправлен в госпиталь в Албанию.
Ожидавший создания коридора прорыва, командир второго батальона А. Ковацис (Димитриу), в своих мемуарах «обвиняет» К. Кипуроса в непродуманной лобовой атаке.
Командование ДАГ срочно изменило план и совершило контрнаступление в Вуци и Дендрохори, вынудив к беспорядочному отступлению 22, 3, 73 и 45 бригады королевской армии.
Неожиданное поражение вызвало панику в правительственных кругах и премьер — министр Т. Софулис и действительный командующий королевской армии, американский генерал Ван Флит срочно прибыли в Касторию для поднятия духа своих частей.
Боец Мария Кирьяку информирует, что «батальон Малецикоса» взял 28 октября высоту Кула Плати в горах Вици, которая затем была оставлена после налёта авиации.
Здесь возможна как ошибка в дате этого боя, который мог состояться до ранения командира батальона, как и вероятность что боец продолжает именовать батальон именем его командира, в его отсутствие.
К. Кипурос вскоре вернулся в строй, принял участие в 5-м пленуме компартии в горах Граммос (30-31 января 1949), где высказал критицизм в отношении бездействия партии в армии в период предшествовавший Гражданской войне (1945—1946).
Возглавив батальон, принял участие в неудавшейся попытке частей ДАГ oвладеть городом Флорина (11-13 февраля 1949), в ходе которой ДАГ понесла наибо́льшие потери за всю войну.
107 бригада сумела занять господствующую высоту Солисито (1641) и соседнюю высоту, а затем, с третьего раза высоту 1033.
Батальон К. Кипуроса успешно овладел предписанной ему позицией. Но сам К. Кипурос, много позже, в эмиграции, самокритично и иронизируя над самим собой вспоминал следующий эпизод: взятый им в плен подполковник королевской армии с уверенностью определил, что он (К. Кипурос) не является кадровым военным, поскольку кадровый офицер никогда бы не ринулся во главе целого батальона в пробитый в заграждении колючей проволоки коридор всего в несколько метров. Подполковник добавил, что ему (К. Кипуросу) повезло и что если бы в этот момент на выходе из этого коридора оказались бы несколько автоматчиков, они смогли бы уложить всю эту наступавшую ватагу.
Несмотря на местные успехи, части ДАГ были вынуждены отступить с большими потерями.
Потери для ДАГ были огромными и невосполнимыми: около 800 человек убитыми и более 1.500 раненными.
К. Кипурос был вновь ранен и до апреля 1949 года находился в госпитале в Албании.
Между тем 1 апреля 1949 года VIII дивизия ДАГ, сохраняя боевой дух и совершив впечатляющий манёвр, вновь заняла горы Граммос, выбив оттуда VIII дивизию королевской армии.
Но это лишь продлило Гражданскую войну. Согласно историку Т. Герозисису, «это была лебединая песня наступательных операций и больших побед ДАГ»:883.
28 августа 1949 года королевские войска вновь и окончательно заняли горы Граммос. Во избежание окружения и полного разгрома, генштаб ДАГ дал приказ всем соединениям и беженцам перейти на территорию Албании.
Уроженка Царицани, медсестра Фани Эвангелу (Армени) возглавляла эвакуацию группы раненных и с земляческим восхищением и гиперболой вполедствии вспоминала: «майор Малецикос сражался, он один, со своим батальоном, на горе прикрывающую дорогу с Вици» (боец Марианти Халепли подтверждает, что в августе «батальон Малецикоса» сражался на высотах Кулкутурья, Вици). Ф. Эвангелу, продолжая своё свидетельство информирует, что К. Кипурос, прибыв верхом на коне и не располагая временем для разговоров с землячкой, ускорил переход раненных на албанскую территорию:148.

## Эмиграция
Как и тысячи других бойцов ДАГ, К. Кипурос (Малецикос) получил политическое убежище в социалистических странах Восточной Европы и оказался в далёком Ташенте.
В первые годы своего пребывания там, как и другие полевые офицеры ДАГ, которые в своём огромном большинстве не имели военного образования, учился в военном училище в Фергане:931.
Был избран заместителем председателя Общества греческих политэмигрантов.
На VIII съезде КПГ (1961- Чехословакия) был избран кандидатом в члены ЦК:637.
В качестве кандидата в ЦК, принял участие во всех последующих пленумах ЦК, вплоть до 1968 года:639.
6 октября 1967 года, по поручению ЦК КПГ, вместе с К. Цолакисом встретился в Тюмени с сосланным в Сибирь бывшим генсеком партии Н. Захариадисом:400.
На 12 пленуме ЦК КПГ (5-15 февраля 1968 года) был вновь избран кандидатом в члены ЦК:171. Голосовал против еврокоммунистов:555.

## Репатриация
После падения военного военного режима в 1974 году, греческие политические эмигранты стали постепенно возвращаться в страну. К. Кипурос (Малецикос) репатриировался с семьёй в конце 1978 года.
Принял участие во всех последующих съездах и пленумах компартии.
Стал заместителем председателя «Всегреческого общества репатриированных политических эмигрантов».
Умер в Афинах 30 ноября 1983 года и похоронен, согласно предсмертному пожеланию, на родине, в Царицани.